# Ароматерапія

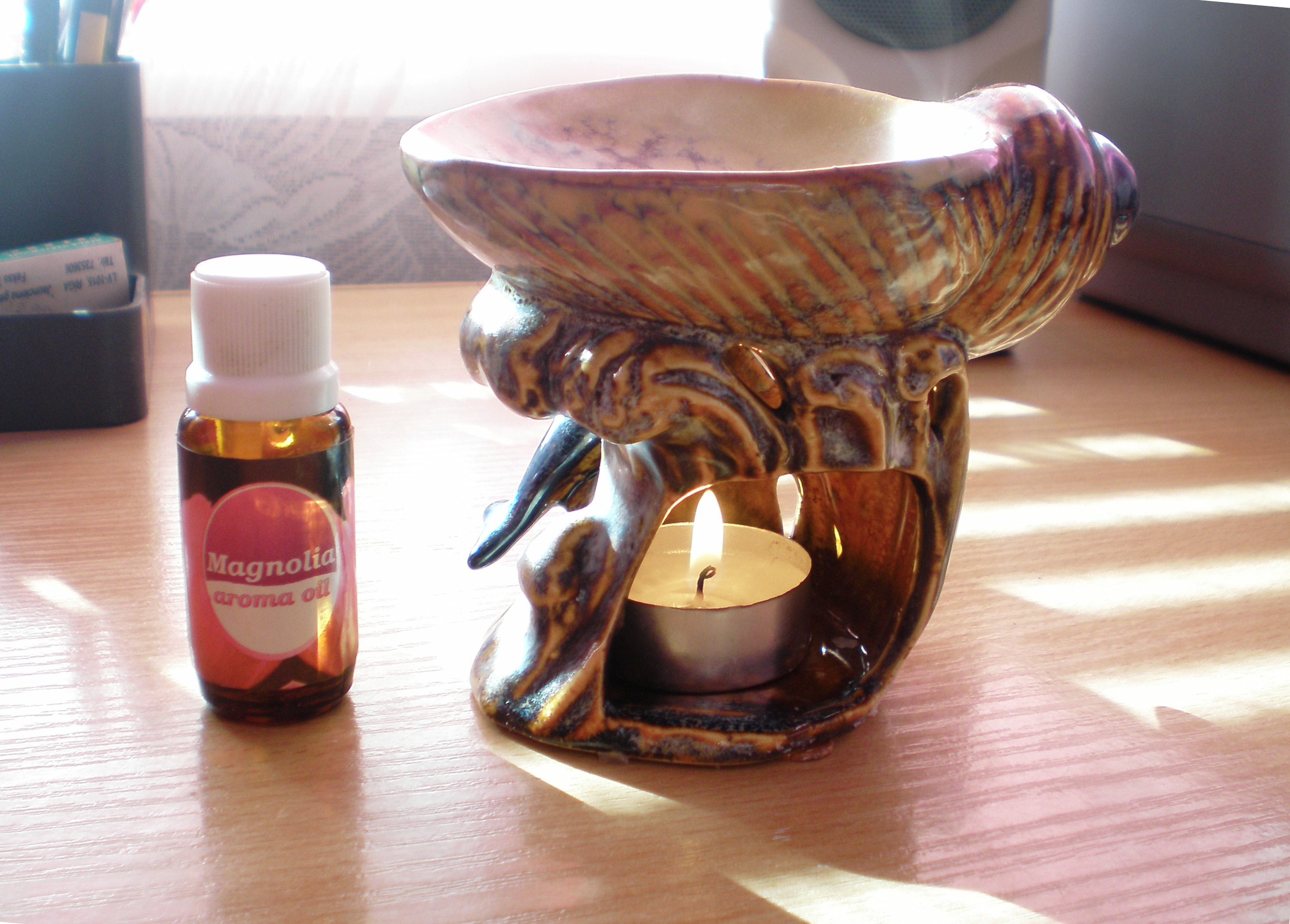
Стилізований розпилювач- аромалампа і флакон ефірної олії

Ароматерапі́я — практика, що ґрунтується на використанні ароматичних матеріалів, зокрема ефірних олій та інших ароматичних сполук, з метою покращення психологічного самопочуття. Використовується як допоміжна терапія або як форма альтернативної медицини, і, як правило, здійснюється шляхом вдихання, а не вживання всередину.
Пахощі, що використовуються в ароматерапії, не схвалені як рецептурні препарати в США. Попри те, що немає достатніх медичних доказів того, що ароматерапія може запобігти, полегшити або вилікувати будь-яке захворювання, ароматерапія використовується деякими людьми з такими захворюваннями, як рак, для підтримки загального самопочуття та полегшення болю, нудоти або стресу. Суміші ефірних олій можуть використовуватися для місцевого застосування, масажу, інгаляцій або водних процедур. Через низьку якість наукових даних невідомо, чи може ароматерапія принести користь людям, що страждають від нудоти після хірургічних втручань.
Ефірні олії складаються з сотень і тисяч ароматичних компонентів, таких як терпеноїди та фенілпропаноїди, і для достатнього дослідження фармакологічної дії компонентів ефірної олії необхідно вивчити кожен окремий компонент в кожній ефірній олії.

## Історія

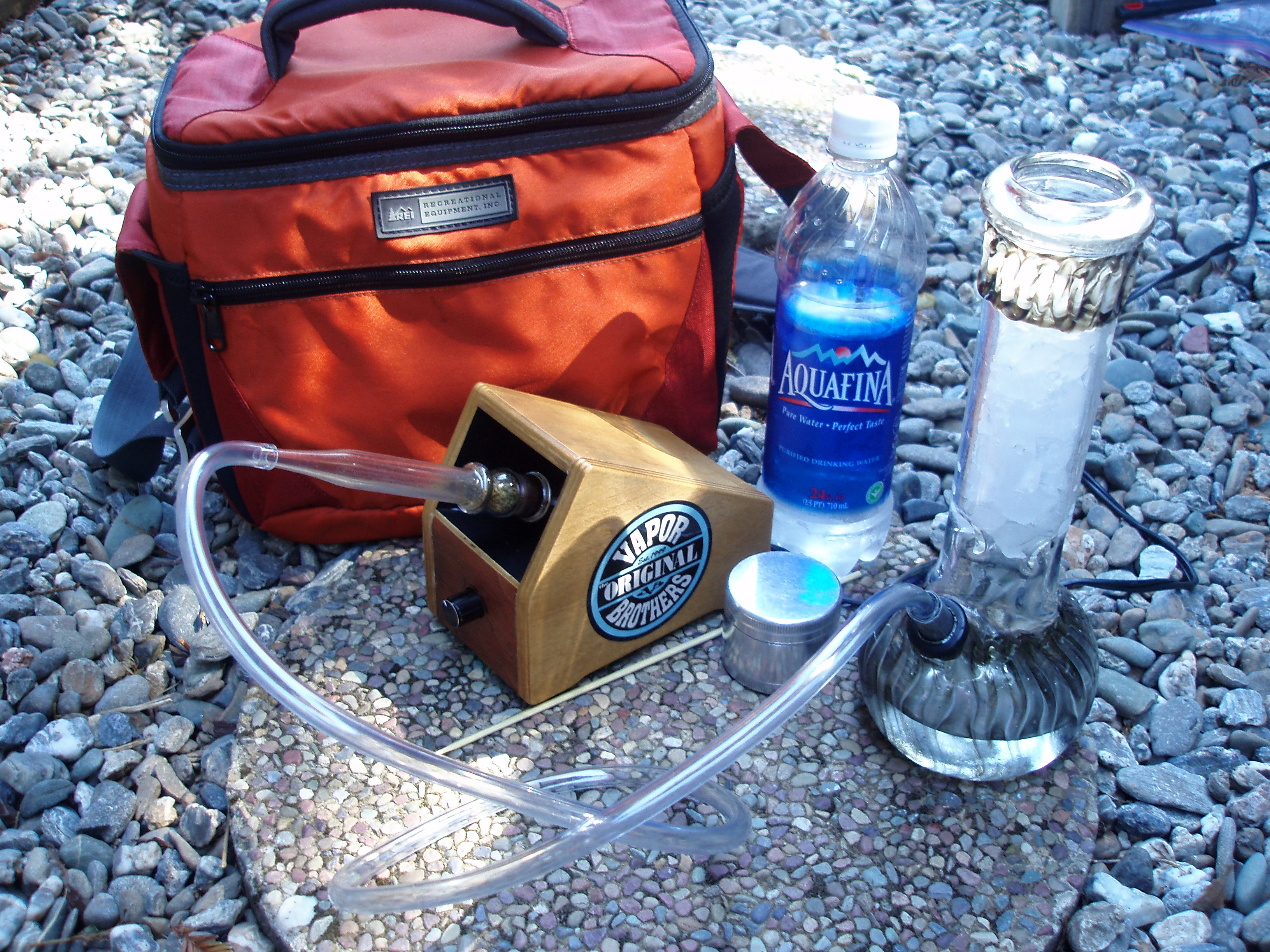
Прилад для розпилення ароматичних речовин

Використання ефірних олій у терапевтичних, духовних, гігієнічних та ритуальних цілях сягає корінням у стародавні цивілізації, включаючи індійців, китайців, єгиптян, греків та римлян, які використовували їх у косметиці, парфумерії та ліках. Олії слугували для естетичної насолоди та в індустрії краси. Вони були предметом розкоші та засобом платежу. Вважалося, що ефірні олії збільшують термін зберігання вина і покращують смак їжі.
Олії та віра в те, що вони мають цілющі властивості, разом з іншими віруваннями того часу, описані Діоскоридом у його праці «De Materia Medica», I столітті н.е.. Дистильовану кедрову олію використовували стародавні єгиптяни, а процес дистиляції ефірних олій, таких як есенція троянди, вдосконалив перський вчений XI століття Ібн Сіна. Гільдеґарда Бінгенська використовувала дистильовану лавандову олію для лікувальних процедур у XII столітті, а до XV століття олії широко застосовували для дистиляції з різних рослинних компонентів.
В епоху сучасної медицини назва «ароматерапія» вперше з'явилася в друкованому вигляді в 1937 році у французькій книзі на цю тему «Aromathérapie: Les Huiles Essentielles, Hormones Végétales» хіміка Рене-Моріса Гаттефоссе (1881—1950). Жан Вальне, французький хірург, був першовідкривачем гіпотетичного медичного застосування ефірних олій, які він застосовував як антисептики при лікуванні поранених солдатів у часи Другої світової війни.

## Ефективність
Немає клінічних доказів того, що ароматерапія може запобігти або вилікувати якесь захворювання, хоча вона може бути корисною для полегшення симптомів.
Доказів ефективності ароматерапії в лікуванні захворювань недостатньо, особливо бракує досліджень із застосуванням суворої методології. У 2015 році Департамент охорони здоров'я Австралії опублікував результати аналізу альтернативних методів лікування, який мав на меті визначити, чи підходять вони для покриття медичним страхуванням; ароматерапія була однією з 17 оцінених терапій, для яких не було знайдено чітких доказів ефективності.
Низка систематичних оглядів вивчала клінічну ефективність ароматерапії щодо знеболення під час пологів, боротьби з післяопераційною нудотою і блювотою, лікування проблемної поведінки у людей, які страждають на деменцію, полегшення симптомів при онкологічних захворюваннях.
За даними Національного інституту раку США, жодне дослідження ароматерапії в лікуванні раку не було опубліковане в рецензованому науковому журналі. Результати інших досліджень неоднозначні. Деякі показали поліпшення сну, настрою, зниження тривоги, нудоти та болю, в той час як інші не показали жодних змін у симптомах.